# Communauté d'agglomération de la Presqu'île de Guérande Atlantique
La communauté d'agglomération de la Presqu'île de Guérande Atlantique, dite CapAtlantique La Baule-Guérande Agglo, est une intercommunalité comprenant 15 communes et s'étendant sur deux départements (Loire-Atlantique et Morbihan) et deux régions (Pays de la Loire et Bretagne).

## Histoire
La communauté d'agglomération a été créée le 1er janvier 2003 et regroupe dès sa fondation quinze communes. 
Elle est issue du regroupement du Syndicat intercommunal de la Côte d'Amour et de la Presqu'île de Guérande (SICAPG) qui réunissait les communes de La Baule-Escoublac, Batz-sur-Mer, Le Croisic, Guérande, Pornichet – qui se retire du SICAPG en décembre 2002 pour rejoindre la CARENE – et Le Pouliguen, du SIVOM de la région d'Herbignac, qui reroupait Herbignac, Assérac, Camoël, Férel, Pénestin et Saint-Lyphard et de la communauté de communes de la Côte du Pays Blanc, qui comprenait quatre communes : La Turballe, Mesquer, Piriac-sur-Mer et Saint-Molf.

## Territoire communautaire

### Géographie
Située à l'ouest  du département de la Loire-Atlantique, la communauté d'agglomération de la Presqu'île de Guérande-Atlantique regroupe quinze communes et présente une superficie de 386,1 km2.

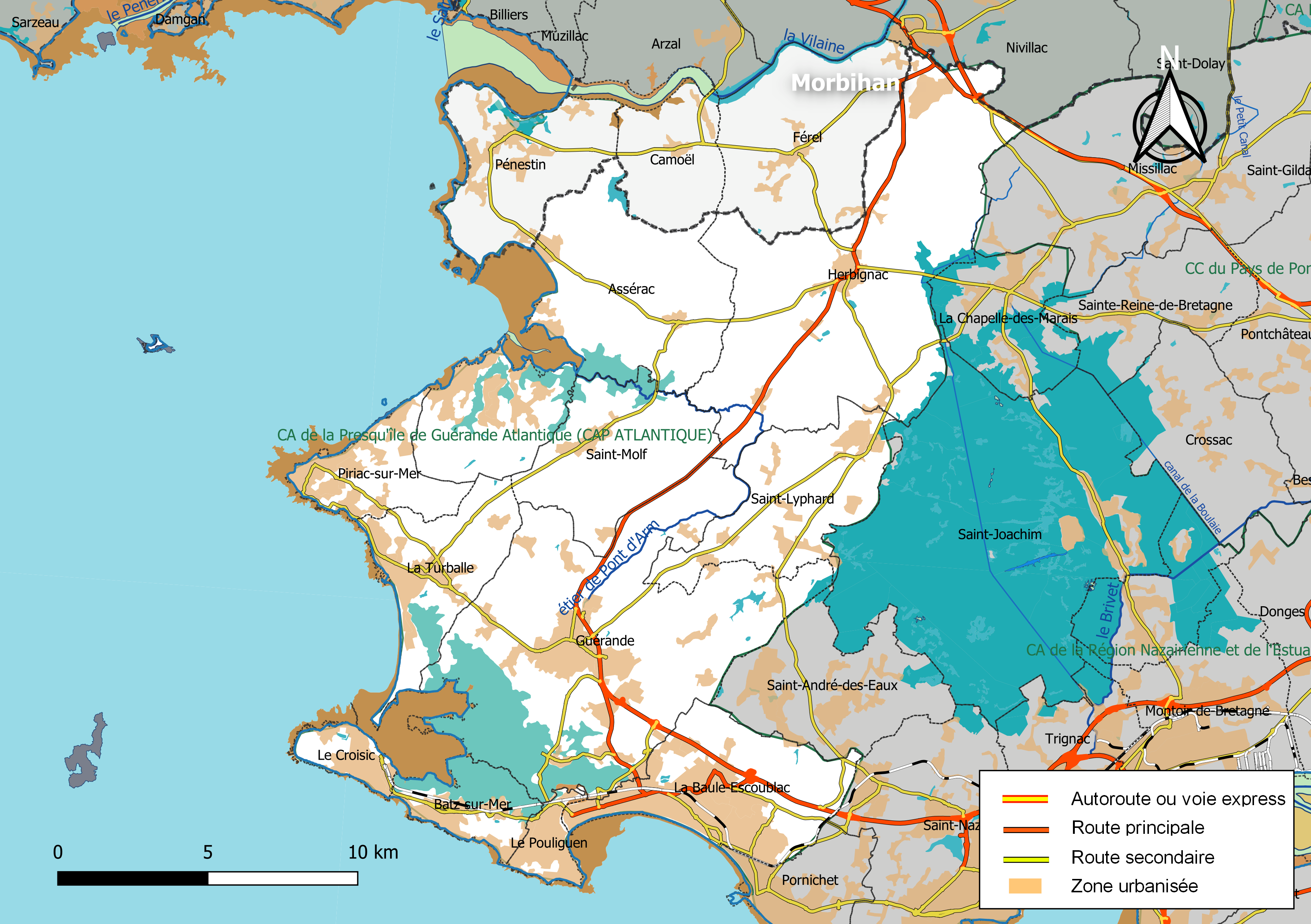
Carte de la communauté d'agglomération de la Presqu'île de Guérande Atlantique au 1er janvier 2019.

### Composition

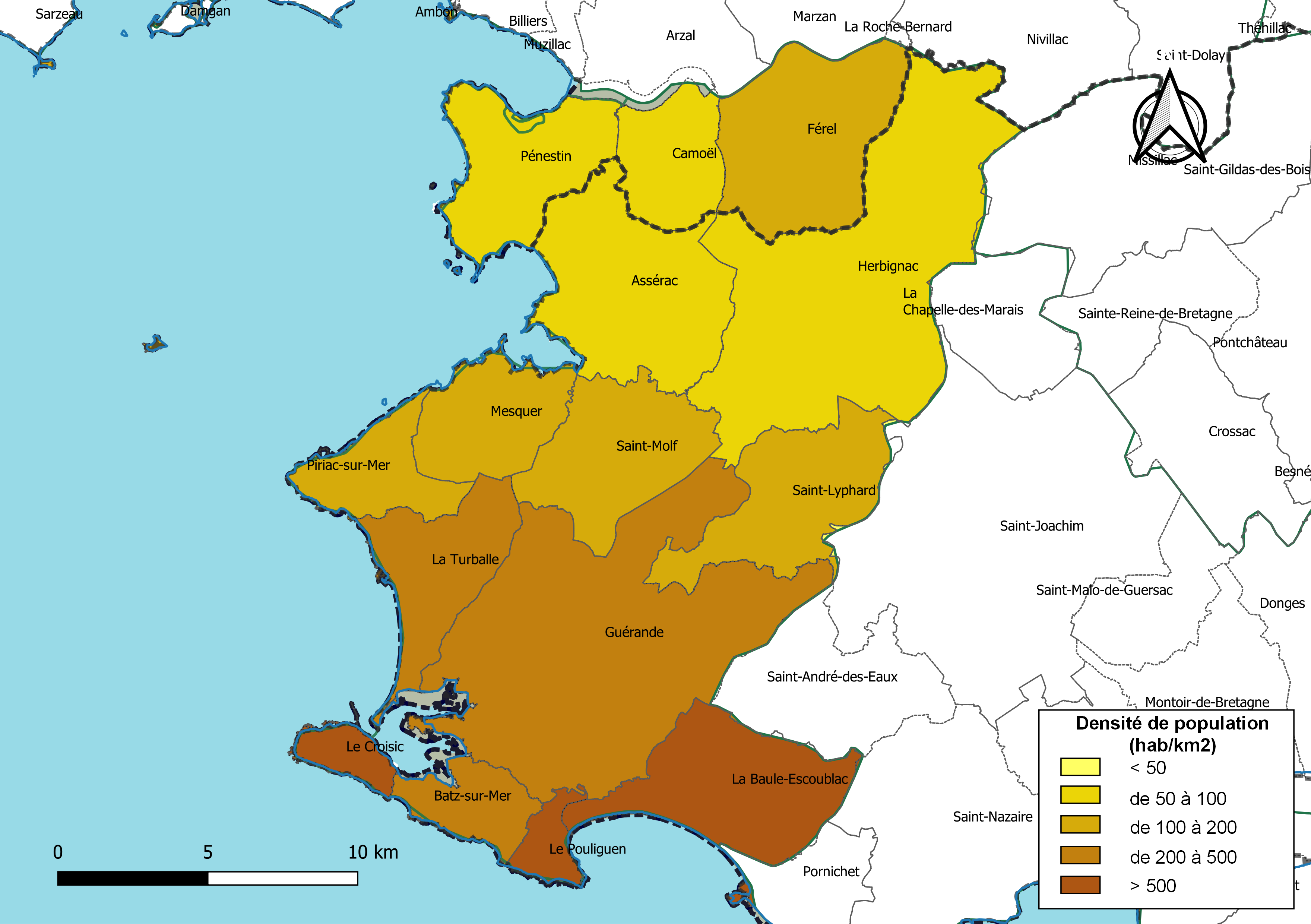
Carte des densités de population (millésimée 2016) des communes de la communauté d'agglomération de la Presqu'île de Guérande Atlantique. Composition en communes au 1er janvier 2019.

La communauté d'agglomération est composée des 15 communes suivantes ; douze d'entre elles (Assérac, Batz-sur-Mer, Guérande, Herbignac, La Baule-Escoublac, La Turballe, Le Croisic, Le Pouliguen, Mesquer, Piriac-sur-Mer, Saint-Lyphard, Saint-Molf) se situent en Loire-Atlantique, les trois autres (Camoël, Férel et Pénestin) se trouvent dans le Morbihan.

| Nom                        | Code Insee | Gentilé       | Superficie (km2) | Population (dernière pop. légale) | Densité (hab./km2) |
| -------------------------- | ---------- | ------------- | ---------------- | --------------------------------- | ------------------ |
| La Baule-Escoublac (siège) | 44055      | Baulois       | 22,19            | 16 613 (2022)                     | 749                |
| Assérac                    | 44006      | Asséracais    | 32,91            | 1 881 (2022)                      | 57                 |
| Batz-sur-Mer               | 44010      | Batziens      | 9,27             | 2 799 (2022)                      | 302                |
| Camoël                     | 56030      | Camoëlais     | 14,33            | 1 156 (2022)                      | 81                 |
| Le Croisic                 | 44049      | Croisicais    | 4,5              | 4 081 (2022)                      | 907                |
| Férel                      | 56058      | Férélais      | 28,9             | 3 445 (2022)                      | 119                |
| Guérande                   | 44069      | Guérandais    | 81,44            | 16 684 (2022)                     | 205                |
| Herbignac                  | 44072      | Herbignacais  | 71,43            | 7 178 (2022)                      | 100                |
| Mesquer                    | 44097      | Mesquerais    | 16,72            | 2 156 (2022)                      | 129                |
| Pénestin                   | 56155      | Pénestinois   | 21,69            | 2 057 (2022)                      | 95                 |
| Piriac-sur-Mer             | 44125      | Piriacais     | 12,37            | 2 663 (2022)                      | 215                |
| Le Pouliguen               | 44135      | Pouliguennais | 4,39             | 4 007 (2022)                      | 913                |
| Saint-Lyphard              | 44175      | Lyphardais    | 24,63            | 5 246 (2022)                      | 213                |
| Saint-Molf                 | 44183      | Mendolphins   | 22,82            | 2 859 (2022)                      | 125                |
| La Turballe                | 44211      | Turballais    | 18,53            | 4 862 (2022)                      | 262                |

### Superficie
Le territoire de la communauté couvre 386,1 km2. Les marais salants s'étendent sur 2 600 hectares, dont 2 000 hectares pour le bassin de Guérande et 600 hectares pour le bassin du Mès.

### Réseau routier
Le territoire est desservi par 25 km de routes nationales, 250 km de routes départementales, 206 km d’itinéraires cyclables et 250 km de liaison en bus.

### Logements
Le territoire compte 75 391 logements dont 47,5 % de résidences principales.

### Démographie
La communauté d'agglomération compte 75 716 habitants au 1er janvier 2020 et présente une augmentation de la population de 3,84 % entre 2014 et 2020. En saison estivale, la population est évaluée autour de 360 000 habitants.
| 1968   | 1975   | 1982   | 1990   | 1999   | 2010   | 2015   | 2021   |
| ------ | ------ | ------ | ------ | ------ | ------ | ------ | ------ |
| 44 385 | 48 376 | 52 434 | 58 461 | 64 058 | 72 262 | 73 463 | 76 565 |

## Administration

### Siège
Le siège de la communauté d'agglomération est situé à La Baule-Escoublac, 3 avenue des Noëlles.

### Conseil communautaire
Les 51 conseillers titulaires sont ainsi répartis selon le droit commun comme suit :
| Nombre de délégués | Communes                                                                    |
| ------------------ | --------------------------------------------------------------------------- |
| 20                 | La Baule-Escoublac, Guérande                                                |
| 4                  | Herbignac                                                                   |
| 12                 | Le Croisic, Le Pouliguen, Saint-Lyphard, La Turballe                        |
| 13                 | Assérac, Batz-sur-Mer, Férel, Mesquer, Pénestin, Piriac-sur-Mer, Saint-Molf |
| 1 (+1 suppléant)   | Camoël                                                                      |

### Élus
La communauté d'agglomération est administrée par son conseil communautaire constitué en 2020 de 51 conseillers communautaires, qui sont des conseillers municipaux représentant chacune des communes membres.
À la suite des élections municipales de 2020 dans la Loire-Atlantique, le conseil communautaire du 10 juillet 2020 a élu son président, Nicolas Criaud, maire de Guérande, ainsi que ses 14 vice-présidents. 
Le bureau est remanié le 9 novembre 2023 à la suite du scrutin partiel des 15 et 22 octobre 2023 à Piriac-sur-Mer et de l'élection d'Emmanuelle Dacheux comme maire de la commune. Depuis cette date, la liste des vice-présidents est la suivante :
|                          | Attributions                                                                            | Identité                | Qualité                     |
| ------------------------ | --------------------------------------------------------------------------------------- | ----------------------- | --------------------------- |
| 1er                      | Finances, mutualisation et commande publique                                            | Hubert Delorme          | Maire de Saint-Molf         |
| 2e                       | Transition écologique - GEMAPI                                                          | Joseph David            | Maire d'Assérac             |
| 3e                       | Culture, enseignement musical et équipements culturels d'intérêt communautaire          | Marie-Catherine Lehuédé | Maire de Batz-sur-Mer       |
| 4e                       | Sport et équipements sportifs d'intérêt communautaire                                   | Bernard Le Guen         | Maire de Camoël             |
| 5e                       | Ressources humaines, moyens matériels et égalité hommes/femmes                          | Nicolas Rivalan         | Maire de Férel              |
| 6e                       | Économies primaires et transition écologique - biodiversité et milieux naturels         | Christelle Chassé       | Maire d'Herbignac           |
| 7e                       | Tourisme                                                                                | Franck Louvrier         | Maire de La Baule-Escoublac |
| 8e                       | Économie                                                                                | Didier Cadro            | Maire de La Turballe        |
| 9e                       | Habitat et accueil des gens du voyage                                                   | Michèle Quellard        | Maire du Croisic            |
| 10e                      | Transition écologique - SCoT et stratégies foncières et littorales                      | Norbert Samama          | Maire du Pouliguen          |
| 11e                      | Santé, prévention de la délinquance, accessibilité au handicap et desserte en numérique | Jean-Pierre Bernard     | Maire de Mesquer-Quimiac    |
| 12e                      | Transition écologique - énergie, climat et mobilité                                     | Pascal Puisay           | Maire de Pénestin           |
| 13e                      | Emploi, formation et apprentissage                                                      | Emmanuelle Dacheux      | Maire de Piriac-sur-Mer     |
| 14e                      | Équipements urbains, eau potable, assainissement et déchets                             | Claude Bodet            | Maire de Saint-Lyphard      |
| Autres membres du bureau |                                                                                         |                         |                             |
| Anouk Paolozzi-Dabo      | Conseillère municipale de Guérande                                                      |                         |                             |
| Frédérick Dunet          | Adjoint au maire de Guérande                                                            |                         |                             |
| Annabelle Garand         | Adjointe au maire de La Baule-Escoublac                                                 |                         |                             |
| Bertrand Plouvier        | Conseiller municipal de La Baule-Escoublac                                              |                         |                             |
| Alain Fournier           | Adjoint au maire d'Herbignac                                                            |                         |                             |

Ensemble, ils forment le bureau communautaire pour la période 2020-2026.

### Liste des présidents
| Période         | Période         | Identité       | Étiquette    | Qualité                                   |
| --------------- | --------------- | -------------- | ------------ | ----------------------------------------- |
| 9 janvier 2003  | 10 juillet 2020 | Yves Métaireau | UMP puis LR  | Maire de La Baule-Escoublac (1995 → 2020) |
| 10 juillet 2020 | En cours        | Nicolas Criaud | DVD puis HOR | Maire de Guérande (2018 → )               |

### Compétences
Actuellement[Quand ?], 22 compétences communautaires ont été définies :
- développement économique ;
- aménagement de l’espace communautaire ;
- équilibre social de l’habitat ;
- politique de la ville ;
- accueil des gens du voyage ;
- élimination et valorisation des déchets des ménages et déchets assimilés ;
- gestion des milieux aquatiques et prévention des inondations ;
- alimentation en eau potable ;
- assainissement des eaux usées (collectif et non collectif) ;
- gestion des eaux pluviales ;
- construction, aménagement, entretien et gestion d’équipements culturels et sportifs d’intérêt communautaire ;
- création ou aménagement et entretien de voirie d’intérêt communautaire, création ou aménagement et gestion de parcs de stationnement d’intérêt communautaire ;
- protection et mise en valeur de l'environnement et du cadre de vie ;
- études d’intérêt communautaire ;
- soutien par des actions d'intérêt communautaire à la maîtrise de la demande d’énergie ;
- création ou aménagement et entretien de voies, chemins, sentiers pédestres, équestres et cyclables d’intérêt communautaire ;
- enseignement musical ;
- autres actions dans le domaine de l'eau : prévention des submersions marines, protection des milieux aquatiques et gestion d'ouvrages ;
- infrastructures et réseaux de communication électroniques ;
- équipement funéraire ;
- tourisme ;
- service d'incendie et de secours.

### Régime fiscal et budget
Le régime fiscal de la communauté d'agglomération est la fiscalité professionnelle unique (FPU).

## Économie et emplois
L'agglomération compte dix-huit parcs d'activités communautaires dont quatorze gérés par Cap Atlantique.
L'activité est soutenue par 9 491 établissements (dont 96,5% ont moins de 10 salariés), et repose sur 6 555 entreprises et commerces (hors agriculture). Ces établissements fournissent environ 23 692 emplois en 2018 (+ 4 000 depuis 1999) pour 29 948 actifs (40 % de la population).

### Économie primaire
L'agglomération inclut les deux premiers ports de pêche de Loire-Atlantique : La Turballe et Le Croisic.
Sur le littoral, la production conchylicole (moules, coques, huîtres, palourdes) produit annuellement 7 500 tonnes (sans compter la pêche à pied professionnelle).
L'agriculture et la saliculture totalisent 16 300 hectares agricoles exploités (plus 1 100 hectares entretenus) par 205 exploitations agricoles (hors saliculture) et environ 290 producteurs de sel (Source : Chambre d'agriculture - 2019).

### Tourisme
Sur le territoire de Cap Atlantique, on recense 54 hôtels, 59 campings et 18 autres hébergements collectifs pour une capacité d’accueil commercial de 62 248 lits, tous types d’hébergements confondus. (Source : CRT Bretagne - 2020)